# Molophilus duplicatus
Molophilus duplicatus är en tvåvingeart som beskrevs av Alexander 1940. Molophilus duplicatus ingår i släktet Molophilus och familjen småharkrankar. Inga underarter finns listade i Catalogue of Life.